# موقعة جبل فيرير
تُشير موقعة جبل ڨيرير (بالفرنسية: Bataille de la crête de Verrières)‏ إلى معركة أثناء حملة نورماندي خلال الحرب العالمية الثانية حيث دارت في الفترة ما بين 19 إلى 25 يوليو 1944 بإقليم كالفادوس في فرنسا. والتي دارت بين اثنين من فرق المشاة الكندية بدعم من الفرقة المدرعة الكندية 2 إلى جانب الحلفاء من جهة وثلاث فرق من وحدات شوتزشتافل الألمانية للبانزر أو المدرعات من جهة أخرى. كانت المعركة واحدة من المحاولات البريطانية والكندية لتخفيف الضغط الألماني على كاين، كما تُعد جزءًا من معركة الأطلسي (18-21 يوليو) وعملية صحوة الربيع (25-27 يوليو).
كان مرتفع جبل ڨيرير هو الهدف الرئيسي للحلفاء، ذلك الموقع الذي يطل على طريق كاين-فاليز. كانت قمة ڨيرير بمثابة موقع الدفاع لقدامي المحاربين الألمان الذين تم الدفع بهم من كاين وقاموا بتأسيس موقع دفاعي قوي. وطوال تلك المعركة التي استمرت لستة أيام حاولت كلا من القوات البريطانية والكندية الرئيسية، مرارًا وتكرارًا، الاستيلاء على قمة ڨيرير. كما كانت مراعاة القوات الألمانية والسلطات لقواعد الدفاع إلى جانب الهجمات المضادة من قبل وحدات بانزر للمدرعات أسفرت عن خسائر فادحة في صفوف الحلفاء الذين لم يحققوا مكاسب إستراتيجية حقيقة.
فيما يتعلق بكندا، تم الاستشهاد بتلك المعركة كمثال للأخطاء التكتيكية والإستراتيجية التي عرفت بها، كان من أبرزها هجوم يوم 25 يوليو لقوات المشاة الكندية المعروفة ببلاك وتش. ولم تتكبد أي فرقة كندية خسائر مربية في يوم واحد منذ إنزال دياب 1942. ويُعد هذا الاعتداء واحدًا من أكثر الواقائع المثيرة للجدل في التاريخ العسكري الكندي.

## خلفية تاريخية
يقع جبل ڨيرير على بعد 8 كم من جنوب كاين ويطل على سهول عظمى ومناطق ريفية بين كاين وفاليز. كان الاستيلاء على كاين واحدًا من الأهداف الرئيسية للقوات البريطانية والكندية استمرت الحرب على كاين حتى منتصف يوليو لكن لم يتمكن الحلفاء من دخولها. وفي 11 من يوليو، سيطرت القوات البريطانية على شمال المدنية من خلال عملية تشارنوود ولكن تم التصدي لهم بواسطة فرقة مشاة 1 إس إس أو شوتزشتافل بقيادة يوزاف ديتريش
وبعد أسبوع، أطلقت القوات البريطانية من جديد غزوًا باسم عملية جودوود يوم 19 من يوليو لاحتلال كاين التي تم تدميرها بقصف تم تنفيذه على هجمتين، ثم اتجه الحلفاء نحو فاليز، ولكن تمكنت فرقة مشاة 1 إس إس من الدفاع بصلابة عن موقع جبل ڨيرير من خلال إحكام قبضتها على الطرق. كما تمكنت عناصر من الجيش البريطاني الثاني من الاستيلاء على القمة المجاورة لمدينة بورجيبوس الفرنسية والسيطرة على قمة ڨيرير، إلا أنها لم تتمكن من إزاحة قوات الدفاع الألمانية.

## الأطراف المشاركة
تبنت اثنتان من فرق المشاة الكندية وفرقة مدرعة بقيادة الجنرال غاي سيموندز الهجوم على مواقع الدفاع الألمانية حول مدينة ڨيرير. وعلى الرغم من تكبد فرقة مشاة 3 الكندية خسائر فادحة خلال الأسابيع الستة الأولى من غزو نورماندي، إلا أنها تمكنت من تعزيز مناطقها الدفاعية. كما وقع الجزء الأكبر من الهجوم على عاتق كل من فرقة مدرعة 2 الكندية  وفرقة مشاة 2 التي على الرغم من نشاط أعضائها إلا أنهم كانوا قليلي الخبرة بشكلٍ نسبيّ. وشارك مؤخرًا في هذا الهجوم ثلاث فرق من القوات الأولى البريطانية التالي ذكرهم: القوات المسلحة البريطانية وفرقة الحرس المدرعة والفرقة المدرعة السابعة. وبالرغم من كون تلك القوات إلى حد كبير أكثر خبرة من نظائرهم الكندية إلا أن تلك الوحدات البريطانية لم تلعب في هذه المعركة إلا دورًا ثانويًا.
بينما كانت القوات البريطانية تسعى إلى الاستيلاء على كاين، كانت القوات الأولى لفرقة شوتزشتافل تقوم بتحصين مرتفع قمة ڨيرير بقيادة سيب ديترش (واحدًا من جنود قوات ب التابعة للجيش الألماني بقيادة المشير غونثر فون كلوج). وتجدر الإشارة إلى أن القوات التي شنت الهجوم تعرضت لنيران العدو الذي انتشرت قواته وشقت طريقها من الضفة الأخرى لنهر الأورن وقمة الجبل ومن القرية الصناعية القريبة من مدينة سانت مارتن.
نجحت فرقتا فافن إس إس 12 وفرقة بانزر الأولى في احتلال قمة ڨيرير وذلك للاستعانة بالمعدات الحربية المكونة من المدافع ودبابات النمر ومدافع الهاون. كما تم الاحتفاظ بفرقة مدرعة ثالثة وهي فرقة 9 للاحتياط. إلى جانب فرقة مشاة 272 (التي تألفت بشكل مبدئ من قوات بولندية وروسية عام 1943) والفرقة المدرعة 116. كما تم أيضًا الاحتفاظ بكتيبة دبابات من نوع النمر للاحتياط.

## هجوم فرقة كالغاري
مع استمرار عملية جودوود يوم 19 يوليو، حاولت فرقة مشاة كالغاري الكندية الاستيلاء على شمال قمة ڨيرير ولكن منعتها من التقدم مدافع الهاون الألمانية ذات الكفاءة العالية. كما قامت الفرقة البحرية شيربروك بدورها في دعم الهجوم والتصدي للعديد من المدافع، وبذلك تمكن الفوج من الوصول إلى المواقع المكتسبة وتحصينها على الرغم من طلقات العدو المضادة. وخلال الساعات التالية، قام الفوج بتعزيز مواقعهم وشنت كل من فرقة مشاة 5 و6 الكندية عدة هجمات من أجل استغلال الانتصارات التي حققتها. ولكن تم التصدي وبشكل كبير لتلك الهجمات وتكبدت الفرق الكندية خسائر فادحة بسبب صمود الدفاع الألماني والهجمات المضادة الطفيفة لفرق المشاة أوالدبابات. وتابع الجنرال سيموندز الإعداد لهجوم اليوم التالي بهدف الاستيلاء على الضفة الغربية من نهر الأورن والمنحدرات الرئيسية لجبل ڨيرير.

## معركة الأطلسي
وقع الهجوم التالي الذي شنته القوات المسلحة الكندية بدعم من وحدات عسكرية أرسلتها الكاميرون يوم 20 يوليو في إطار سلسلة من الغارات المعروفة بمعركة الأطلسي. وخلال الساعات الأولى من اليوم، اتخد فوج كالغاري من سانت أوندريه سير أورن موقعا لها، ولكن سرعان ما تم التصدي لهم بهجمة مضادة شنتها فرقة مشاة وأخرى مدرعة ألمانية. وفي الوقت نفسه تقدمت القوات الكندية نحو منحدرات قمة ڨيرير لدعم الفوج في الهجوم البري بدبابات وطائرات من طراز هوكر تيفون. ومع ذلك فشل الهجوم الكندي بسبب الأمطار الغزيرة التي حولت الأرض إلى وحل والذي تسبب في عرقلة الضربات الجوية الداعمة لها. كما أن الغارات المضادة الألمانية التي شنتها فرقتان مدرعتان دفعت القوات الكندية خارج مواقع الكتيبة الداعمة لها وهي كتيبة ايسكس سكوتش التي تعرضت هي بنفسها للهجوم. أسفر ذلك الهجوم عن خسارة أكثر من 300 رجل في صفوف الفرقة الكندية في محاولة لتصدي الغارات التي أطلقتها فرقة مدرعة 12. وعلى الجانب الغربي، هاجمت الفرقة المدرعة الأولى القوات البريطانية في معركة للدبابات تُعد هي الأكبر من نوعها خلال حملة نورماندي، حيث تكبدت القوات الكندية خسائر تقدر بحوالي 282 رجل في يوم 20 يوليو دون النجاح في السيطرة على تلك القمة.
بالرغم من تلك الهزيمة التي آَلحقت بالقوات الكندية إلا أن الجنرال سيموندز اعتبر السيطرة على قمة ڨيرير إحدى الأولويات، ومن ثَم قام بإرسال فرقة بلاك وتش وفوج كالغاري لتشكيل جبهة القتال. وفي يوم 21 من يوليو تمكنت القوتان من حصار فرقة ديرتش المدرعة والتغلب عليها من خلال هجمات مضادة. وفي نهاية المطاف تمكنت القوات الكندية السيطرة على القمة. فضلًا عن موقع67، إلا أن أربعة فرق من القوات الكندية لا زالوا صامدين للحفاظ على القمة. وبلغت الخسائر البشرية في صفوف الحلفاء أكثر من 1100 رجل خلال تلك الغارات على قمة ڨيرير، والتي تُعد جزءًا من معركة الأطلسي.

## عملية صحوة الربيع
بعد التمكن من احتلال كاين يوم 19 يوليو؛ أصبحت السيطرة على موقع قمة ڨيرير من قبل القوات الإنجليزية الكندية ممكنةً، وفيما يتعلق بالموقف الأمريكي قام الجنرال عمر برادلي قائد القوات الأمريكية في الغزو العسكري في إطار عملية كوبرا. كما قام الجنرال سيموندز بالإعداد للهجوم الجديد كجزء من العملية التي يطلق عليها عملية صحوة الربيع. ومن الجدير بالذكر أن عملية صحوة الربيع هي بالأساس هجمات شنها المشير برنارد مونتغمري بهدف شل حركة أكبر عدد ممكن من القوات الألمانية خلال عملية كوبرا. كان يوم 22 من يوليو شاهدًا على فشل الهجوم الذي تم شنه على الوادي الأطلسي؛ مما دعى الجنرال سيموندز إلى تغيير إستراتيجيته المتعلقة بعملية الربيع ليُصبح هدفه هو اختراق خطوط الدفاع الألمانية. وبعد أن تمكنت القوات من السيطرة على موقع القمة، قام الجنرال سيموندز بشن هجمات كانت بدايتها من الناحية الجنوبية للجبل والتي استخدم فيها المدرعات والمدفعيات بغية دفع القوات الألمانية إلى أقصى درجة للخلف، بالإضافة إلى أنها قامت بتمهيد طريق كاين-فاليز مما أتاح لهم التقدم نحو الجنوب لا سيما نحو فاليز.
تجدر الإشارة إلى أن عملية صحوة الربيع تم تنفيذها على أربع مراحل وقعت كل منها في الوقت المحدد لها تمامًا. وجرت الخطة على أن تقوم فرقة كالغاري بالهجوم على قمة بورجيبوس وماي-سير-أورن من أجل تأمين الجهات التي سيتم شن الهجوم الرئيسي منها. ونشير إلى أن الهجوم الرئيسي الذي تم شنه على القمة قامت به فرقة بلاك ووتش الكندية بدعم من الفرقة المدرعة السابعة والفرقة المدرعة الرابعة الكندية. ووفقًا للخطة الأولية أن يوم 23 من يوليو سيكون هو اليوم الذي سيبدأ فيه الهجوم، إلا أن سوء الأحوال الجوية تسبب في تأجيل العملية لمدة يومين، صبَّ هذا التأجيل في مصلحة الفرقة الأولى للبانزر والتي تلقت الدعم من أربع كتائب إضافية وبتعزيزات عسكرية تضم 480 دبابة و500 مدفعية مضادة للدبابات. اكتشفت أجهزة المخابرات التابعة للحلفاء تلك التعزيزات من خلال إشارات ألترا كما قامت بدورها في الإرسال إلى مقر الجنرال سيموندز وإبلاغهم بتلك التعزيزات.

## هجوم فرقة بلاك ووتش الكندية
بدأت عملية صحوة الربيع يوم 25 من يوليو بعد تأخير الهجوم ليومين من التوقيت الأساسي للخطة الأولية، على أن تقوم فرقة بلاك ووتش بالهجوم الساعة 5.30 صباحاً بدءاً من الموقع الذي تجمعت فيه القوات والذي يقع في مدينة سانت-مارتين التي تبعد عن جنوب كاين بحوالي 8 كم. ومع ذلك كان التحرك الكندي إلى مدينة سانت-مارتين بطيئاً بسبب قوة المعارضة الألمانية وفرقتها التي تمكنت من الوصول إلى موقع التجمع قبل الثامنة بقليل. وكان كل من قائد القوات الكندية ونائبه قد لقوا مصرعهم قبل وصول الفرقة إلى موقع التجمع؛ مما أدي إلى تولي الرائد فيل غريفن البالغ من العمر 24 عاماً قيادة القوات. وفي الساعة 8.30، انضم إليه العميد و.ج. ميجيلوند قائد الفرقة المدرعة 5. وبالرغم من تدمير المركبات المخصصة لدعم الهجوم إلا أنه تم اتخاذ القرار بمواصلة القتال.
حين بلغت 9.30 صباحًا، كانت القوات الكندية للمشاة التي شنت الهجوم على القمة قد تعرضت لنيران الرشاشات وقذائف الهاون والدباباب والأسلحة المضادة للدبابات وقاذفة الصواريخ المتعددة نيبل فيرفير الألمانية، كما فقدت فرقة بلاك ووتش وسائل الاتصال الخاصة بها والتي تم قطعها بعد بضع دقائق من بدء القتال. وبالرغم من أن أفراد من فرقة بلاك ووتش تمكنوا من الوصول للقمة؛ إلا أنهم تضرروا من الطلقات النارية التي أصبحت أقوي بوجود الهجمات المضادة التي شنتها فرقة مشاة 272 التابعة لوحدة ستيرز للفرقة المدرعة 9. وبالنظر إلى عدد الجنود في بداية الحشد وعند بدء القتال: فقد بلغ عدد الجنود وقتذاك 325 جنديًا من بينهم 315 منهم من لقي مصرعه ومنهم من أصيب ومنهم من تم اعتقاله أيضًا. وتكبدت فرقة بلاك ووتش خسارة كل كبار ضباطها فضلاً عن إبادة اثنتين من قواتها بشكل كامل. وبذلك، أصبح يوم 25 من يوليو هو اليوم الذي قدمت فيه القوات الكندية أكبر تضحيات لها منذ غارة دياب، التي أُطلقت عليها عام 1942.

## نتائج المعركة
كان من أبرز نتائج تلك المعركة فقدان كافة الأراضي التي قامت فرقة بلاك ووتش وفرقة كالغاري بغزوها نتيجة للهجمات المضادة التي شنتها القوات الألمانية. تلك الهجمات التي ألحقت خسائر فادحة بصفوف فرقة كالغاري والفرقة الداعمة لها بلاك ووتش التي تكبدت خسائر كبيرة طوال تلك الفترة. نظراً لتلك الخسائرالمؤلمة؛ قامت فرقة بلاك ووتش بإعادة تنظيم صفوفها بعد تلك المعركة؛ ونتيجة لذلك لم تتكبد أي كتيبة كندية خسائر يمكن ذكرها حتى نهاية الحرب. كانت الفرقة الكندية التي تحملت أكبر عدد من الخسائر طوال فترة الحرب هي فرقة اسكس سكوتش التي فقدت الغالبية العظمي من أفرادها خلال غارة دياب عام 1942. تلك الغارة التي يعد دور فرقة بلاك ووتش فيها قاصرًا جدًا.
في نهاية المطاف؛ سيطرت قوات المشاة الكندية على الجزء المركزي من القمة القريبة من مدينة ڨيرير. كما تمت السيطرة على الجزء الشرقي وفقدانه مرة أخرى بالرغم من أن اثنتين من الفرق المدرعة البريطانية تمكنتا من تحقيق مكاسب هامة بالقرب من مواقع القوات الكندية.
لم يكن عجز القوات عن محاصرة القمة سببًا في عرقلة العمليات إلا قليل من العمليات الأخرى التي قام بها الحلفاء. وفيما يتعلق بعملية كوبرا فإنها تُعد بمثابة ضربة ناجحة أجبرت القوات الألمانية على نقل موقع قواتها الأساسية التي تتمثل في فرقتين مدرعتين قامتا كل منهما بالانسحاب من مواقعها الدفاعية في القمة بغية المساعدة في صد هجمات القوات التابعة للجنرال برادلي. ونظرًا لضعف قوات الدفاع الألمانية؛ فإن الهجمات المتتابعة على القمة كتنت ناجحة إلى حد كبير. ومن خلال عملية توتاليو تمكنت القوات من الاستيلاء على موقع قوات دفاع شوتزشتافل الألمانية في 8 أغسطس.

## الخسائر البشرية
لم يتم الإعلان عن الخسائر في صفوف الحلفاء خلال هذه المعركة، إلا أنه يمكن تقديرها من خلال العمليتين التي قامت بهما قوات الحلفاء. حيث بلغ حجم الخسارة خلال عملية الأطلسي حوالي 1349 قتيلاً وجريحاً من بينهم 300 قتيل، في حين أن معركة صحوة الربيع أودت إلى مقتل 500 جندياً فضلاً عن 1000 من الجرحي والأسرى. استنادًا إلى هذه الأرقام؛ قدر المؤرخون أن القوات الكندية فقدت حوالي 800 من رجالها إلى جانب 2000 آخرين من الجرحي والأسرى. وتم دفن قتلي القوات الكندية بمقبرة بريتفيل-سير-ليز العسكرية التي تقع بين كاين وفاليز.
نظرًا للتدهور المستمر لسلسلة السوقيات الألمانية خلال حملة نورماندي ؛فإن السجلات بقيت غير مكتملة وأصبح تقدير حجم الخسائر خلال كل عملية أمرًا يصعب تحديده، على الرغم من ذلك بلغ عدد الفرقة المدرعة سوتزشتافل 12 يوم 6 من يونيو 20540 جنديًا و150 دبابة في حين أنه في يوم 23 من أغسطس لم تُعد تضم سوى بعض العناصر الضعيفة من قوات المشاة والدبابات والمدفعية. من ناحية أخرى، الفرقة المدرعة التي كانت تضم نفس الحجم تقريبًا في بداية المعركة تم استنزافها أيضًا حتي وصلت في يوم 23 من أغسطس إلى 300 جندي وعشر دبابات. وتم دفن عدد من قتلي المعركة من الألمان في مقبرة لاكامب.

## الجدل حول المعركة
تعد معركة قمة ڨيرير التي لم يكن شأن كبير في تاريخ ألمانيا العسكري واحدة من أكثر المعارك شهرة لدى الجيش الكندي الأول. كما تم إصدار تقرير رسمي للجنرال سيموندز بعد الحرب والذي أوضح فيه أن أسباب الفشل ترجع إلى التعزيز العسكري الذي تم إمداد القوات الألمانية به في الساعة الحادية عشر إلى جانب الأخطاء الإستراتيجية الجسيمة للجنرال فيليب غريفن وفرقة بلاك ووتش. ومع ذلك، أوضحت وثائق متعلقة بالحرب العالمية الثانية والتي تم الكشف عن أسرارها مؤخرًا؛ أن الجنرال سيموندز وآخرين من كبار ضباط الحلفاء ثبطت عزيمتهم بمعرفة التعزيز العسكري الهائل للقمة من قبل القوات الألمانية. ومن هنا، اتهم بعض المؤرخين من بينهم السيد دافيد أوكيف والسيد دافيد بيركسون الجنرال سيموندز بأنه لم يأخذ في اعتباره أرواح جنوده وأنه تهاون في هذا الأمر. إلا أن آخرين من بينهم السيد تيري كوب والسيد جون إنجلش أكدوا أن الضغط الكبير الذي تعرض له قادة الحلفاء من أجل إنهاء حملة نورماندي وعدم وجود الخيارات ربما يكون هو السبب الذي دفع الجنرال سيموندز على اتخاذ تلك القرارات.
لا شك أن عملية صحوة الربيع قد حققت هدفها بإقصاء عدد من القوات الألمانية؛ من قبل الجبهة الأمريكية مما ساهم أيضاً في نجاح عملية كوبرا. ولم تكن الخسائر الكندية التي لا يستهان بها محلاً للتحقيق وقتئذ. كما كانت قيادة الجنرال غونثر فون كلوج للجبهة الكندية وليست الأمريكية يوم 25 من يوليو سببًا في تحقيق النجاح لتلك العملية. ولم تتيح معركة قمة ڨيرير الفرصة للقوات البريطانية باحتلال كاين. كما تم نقل قوات أساسية على الجبهة الأمريكية بعد عملية كوبرا؛ من أجل تحقيق النصر لقوات الجنرال برادلي والتمكن من السيطرة على القمة من خلال تقدم الحلفاء بعدئذ.

## وصلات خارجية
- جبل ڨيرير، تضحية كندية
- وثائقي تلفزيوني عن موقعة جبل ڨيرير
- كندا خلال الحرب، عملية الأطلسي وجبل ڨيرير